# Dzikan
Dzikan (Potamochoerus) – rodzaj ssaków parzystokopytnych z podrodziny świń (Suinae) w obrębie rodziny świniowatych (Suidae).

## Rozmieszczenie geogrficzne
Rodzaj obejmuje gatunki występujące w Afryce (Senegal, Gwinea Bissau, Gwinea, Sierra Leone, Liberia, Wybrzeże Kości Słoniowej, Mali, Ghana, Togo, Benin, Nigeria, Kamerun, Sudan, Somalia, Etiopia, Sudan Południowy, Republika Środkowoafrykańska, Gwinea Równikowa, Gabon, Kongo, Demokratyczna Republika Konga, Rwanda, Burundi, Uganda, Kenia, Tanzania, Malawi, Zambia, Angola, Namibia, Botswana, Zimbabwe, Mozambik, Eswatini i Południowa Afryka).

## Morfologia
Długość ciała (bez ogona) 100–150 cm, długość ogona 30–45 cm, wysokość w kłębie 55–88 cm; masa ciała 45–115 kg.

## Systematyka
Rodzaj zdefiniował w 1843 roku angielski zoolog John Edward Gray w publikacji swojego autorstwa dotyczącej ssaków ze zbiorów Muzeum Brytyjskiego. Gatunkiem typowym jest (oznaczenie monotypowe) Sus africanus von Schreber, 1791 (= Sus larvatus F. Cuvier, 1822). Jednak nazwa, którą nadał nowemu taksonowi Gray – Choiropotamus – była nieużywana przez społeczność naukową przez ponad 50 lat, stanowiąc nomen oblitum. Nazwą powszechnie używaną w publikacjach zoologicznych była nazwa, którą ukuł w 1854 roku również Gray – Potamochoerus – z gatunkiem typowym (oznaczenie monotypowe) Choiropotamus pictus J.E. Gray, 1852 (= Sus porcus Linnaeus, 1758).

### Etymologia
- Koiropotamus i Choiropotamus: gr. χοιρος khoiros ‘świnia’; ποταμος potamos ‘rzeka’[12].
- Potamochoerus (Potamochaerus): gr. ποταμος potamos ‘rzeka’; χοιρος khoiros ‘świnia’[13].
- Nyctochoerus: gr. νυξ nux, νυκτος nuktos ‘noc’; χοιρος khoiros ‘świnia’[14]. Gatunek typowy (oznaczenie monotypowe): Nyctochoerus hassama von Heuglin, 1863.

### Podział systematyczny
Do rodzaju należą następujące występujące współcześnie gatunki:
| Grafika | Gatunek                | Autor i rok opisu | Nazwa zwyczajowa | Podgatunki         | Rozmieszczenie geograficzne | Podstawowe wymiary                        | Status IUCN |
| ------- | ---------------------- | ----------------- | ---------------- | ------------------ | --- | ----------------------------------------- | ----------- |
|         | Potamochoerus larvatus | (F. Cuvier, 1822) | dzikan zaroślowy | 3 podgatunki       | od południowego Sudanu Południowego i Etiopii na południe przez Afrykę Wschodnią oraz wschodnią i południową Demokratyczną Republikę Konga do Botswany, Mozambiku i północno-wschodniej Południowej Afryki; izolowane populacje w Angoli i południowej Południowej Afryki; zakres wysokości: 0–4000 m n.p.m. | DC: 100–150 cm DO: 30–40 cm MC: 50–115 kg | LC          |
|         | Potamochoerus porcus   | (Linnaeus, 1758)  | dzikan rzeczny   | gatunek monotypowy | pas leśny od Senegalu do północno-zachodniej Ugandy i wschodniej Demokratycznej Republiki Konga, na południe do północnej Angoli (Kabinda); brak zapisów z ostatnich lat w Gambii lub Czadzie, być może występuje w Sudanie Południowym i południowo-zachodniej Etiopii                                      | DC: 100–145 cm DO: 30–45 cm MC: 45–115 kg | LC          |

Kategorie IUCN:  LC  – gatunek najmniejszej troski/
Opisano również gatunki wymarłe:
- Potamochoerus afarensis (Cooke, 1978)[17] (Afryka; plejstocen).
- Potamochoerus chienxianensis Li Yuqing, 1963[18] (Azja; plejstocen)
- Potamochoerus magnus Arribas & Garrido, 2008[19] (Europa; pliocen).
- Potamochoerus palaeindicus Pilgrim, 1926[20] (Azja; plejstocen).
- Potamochoerus theobaldi Pilgrim, 1926[20] (Azja; pliocen–plejstocen).